# Walcot near Folkingham
Walcot lub Walcot near Folkingham – wieś i civil parish w Anglii, w Lincolnshire, w dystrykcie North Kesteven. W 2001 roku civil parish liczyła 48 mieszkańców. Walcot jest wspomniana w Domesday Book (1086) jako Walecote.